# レオン・グロヴァツキ
レオン・グロヴァツキ（Léon Glovacki、1928年2月19日 - 2009年9月9日）は、フランス・リベルクール出身の元サッカー選手。現役時代のポジションはFW。

## 経歴
現役時代は主にフランス国内のクラブでプレーし、1953年9月20日にはルクセンブルク代表との親善試合でフランス代表デビューを果たした。翌年に開催された1954 FIFAワールドカップに臨むフランス代表に選出され、1試合にのみ出場した。